# Kvistabergsviken

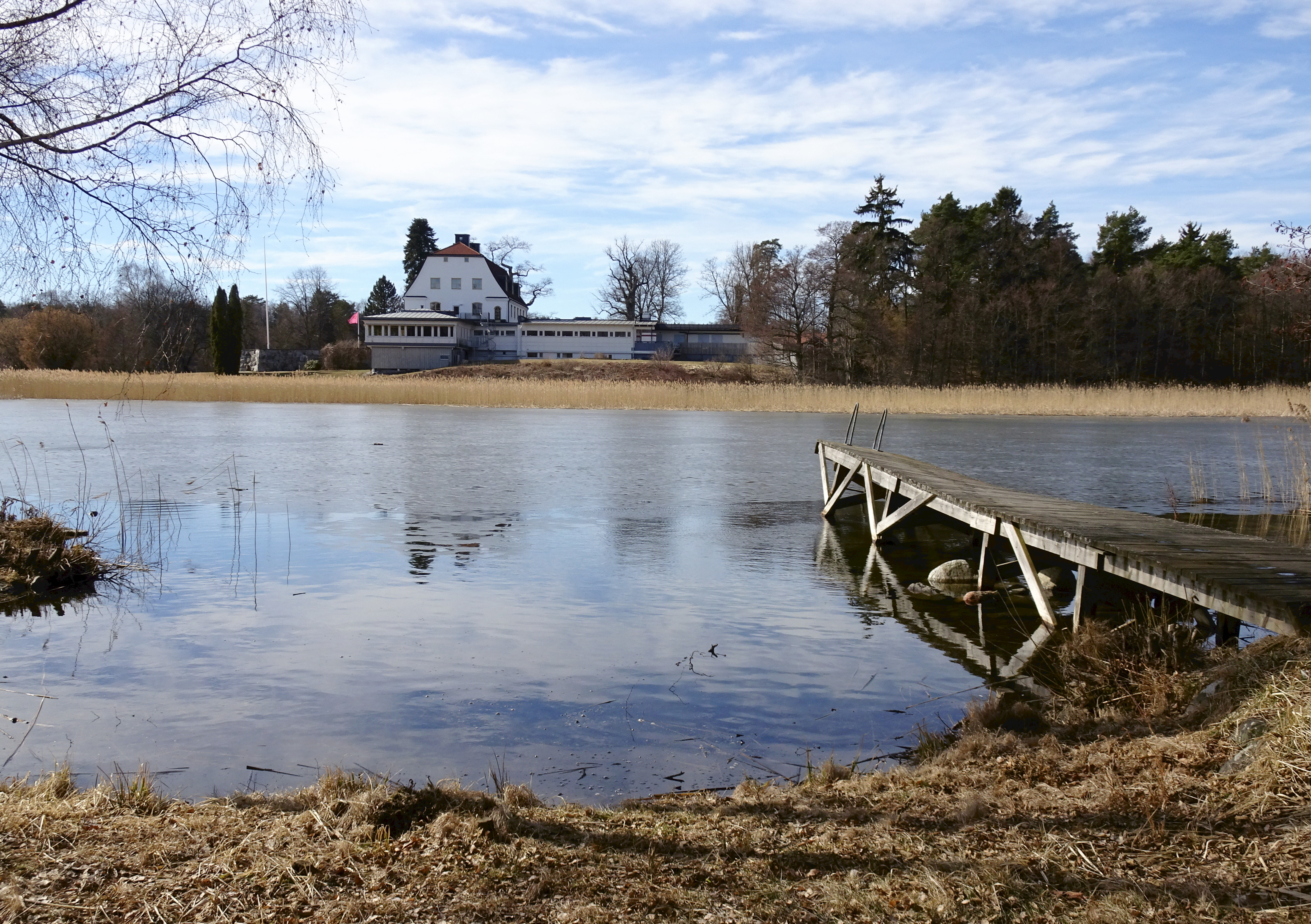
Kvistabergsviken med Tammsviks herrgård sedd från Kvistabers gårds brygga.

Kvistabergsviken är en vik av Mälaren i Upplands-Bro kommun. Kvistabergsviken är den nordligaste delen av Brofjärden.

## Beskrivning
Kvistabergsviken har sitt namn efter 1800-tals gården med samma namn som ligger på en höjd längst in i viken. Här uppfördes 1918–1919 Kvistabergs observatorium av Nils Tamm, som numera är ett museum. 
Vid vikens östra sida märks den anrika gården Brogård, idag golfanläggningen Bro Hof Slott Golf Club vars banor sträcker sig ända ner till viken. Till Brogård hörde det 1966 nedlagda Brogårds tegelbruk som hade sin anläggning direkt vid viken. Härifrån transporterades årligen över tre miljoner murtegel, huvudsakligen till Stockholm. Strax söder om tegelbruket ligger Fiskartorpet med ångbåtsbrygga. Brogård, tegelbruket och Fiskartorpet ingår i riksintresset för kulturmiljövården Bro.
Intill vikens innersta del ligger på västra sida konferensanläggningen Tammsviks herrgård som uppfördes 1917–1921 på initiativ av Claes Adolf Tamm, bror till Nils Tamm och äldsta sonen till Per Gustaf Tamm, ägare till närbelägna Ådö säteri.